# Contaminación en Mejillones
Mejillones es una ciudad de la Región de Antofagasta, la cual se ha visto afectada por la contaminación de diversas empresas, tales como Enax, Corpesca, Gas Atacama, Polpaico, Moly Cop, entre otras. Mejillones ha sido denominada como zona de sacrificio debido a sus altos índices de contaminación.

## Historia
Mejillones tiene una larga historia de industrialización. Esta empezó con el guano, luego el salitre, el salitre sintético, después el ferrocarril, la industria pesquera y ahora las termoeléctricas. En total, en Mejillones operan 9 termoeléctricas a carbón. Es la ciudad con más centrales del país.
La bahía de Mejillones alberga las centrales termoeléctricas Mejillones (desde 1995), Mejillones II (desde 1995) , Hornitos (CTH, desde 2011)), Andina (CTA, desde 2011), Angamos I (desde 2011), Angamos II (desde 2011), Cochrane I (desde 2016), Cochrane II (desde 2016) e I.E Mejillones (desde 2019).
Angamos I y II dejarán de operar en Mejillones el 2025, aunque inicialmente dejarían de operar en 2040.
Por otra parte, fue en mayo de 2010 cuando se presentó la Resolución de Calificación Ambiental (RCA) del proyecto de Edelnor “Infraestructura Energética Mejillones”. Este proyecto incluye dos unidades carboneras con una capacidad de 375 MW cada una. Además, consiste en un muelle de descarga de combustibles en Mejillones, el que tendrá una capacidad de 6.000.000 toneladas al año.
En la zona también operan los puertos de Angamos y Mejillones, la fábrica de explosivos Enaex, Cementos Polpaico, Moly Cop (fábrica de bolas de acero), entre otras. Asimismo, desde 2010 opera en la zona el Terminal de Regasificación GNL Mejillones de Suez Energy y Codelco.

## Características
El sector productivo en Mejillones se concentra en energía, infraestructura de agua, puertos, transporte y fábricas. Esto muestra que la región tiene una alta producción y un alto nivel de desarrollo humano. Sin embargo, a pesar de que la productividad ha mejorado las condiciones de vida de las personas en términos de su desarrollo personal, el aumento de la contaminación del agua y del aire ha provocado graves problemas, como un alto índice de cáncer en la población.

## Consecuencias, críticas, impacto
De acuerdo con un estudio realizado por el Departamento de Salud Pública de la Facultad de Medicina de la Universidad Católica, los habitantes de zonas con termoeléctricas se enferman hasta 4 veces más y cuentan con los índices de cáncer pulmonar más altos del país.
Es la única zona de sacrificio sin un plan de descontaminación. No se cumple con el derecho a un medio ambiente libre de contaminación y tampoco con el de acceso a la información.
Los habitantes de Mejillones son conscientes de esta problemática y han creado diversas organizaciones en contra de las industrias como Chao Carbón.